# 三和銀行オンライン詐欺事件
三和銀行オンライン詐欺事件（さんわぎんこうオンラインさぎじけん）とは、1981年（昭和56年）3月25日に三和銀行茨木支店（現・三菱UFJ銀行茨木支店）の女性行員が、同支店のオンライン端末を不正操作して起こした巨額横領・詐欺事件である。

## 概要
1981年（昭和56年）3月25日、当時大阪府茨木市の三和銀行（現・三菱UFJ銀行）茨木支店に勤務していた女性行員が開店とほぼ同時に、同支店のコンピュータ端末からオンラインで三和銀行の大阪の吹田支店、豊中支店と東京の新橋支店、虎ノ門支店の計4支店に開いた架空名義の口座へ、合計1億8000万円の架空入金を行った。
その後、女性行員は歯痛を理由に午前10時30分で早退して、吹田、豊中の両支店で架空入金した金の一部を引き出した後に伊丹空港から飛行機で東京へ向かい、更に新橋、虎ノ門の両支店でも現金を引き出した。現金5000万円と小切手8000万円相当の合計1億3000万円を詐取した女性行員はその全額を都内で実業家の男性（既婚者。以下、恋人）に渡し、引き出し損なった1冊の預金通帳と恋人から渡された現金500万円を持ち、そのまま羽田空港から台北、香港経由でフィリピンの首都マニラへ逃亡した。しかし恋人は海外へは行かず、渡された金を使って日本で家族と豪遊していた。
そして同年9月5日、巨額横領の事実が新聞各社で報道された事で、この事件がようやく世間の目に触れることとなった。女性行員は国際指名手配され、9月8日昼にマニラ入国管理局に身柄を拘束された。その後、日本への強制送還中に飛行機が公海に入った所で私文書偽造及び同行使詐欺と外国為替及び外国貿易管理法違反の容疑で付き添っていた大阪府警の捜査員に逮捕された。成田空港に到着したのは9月10日夜であったため、女性行員は成田国際空港警察署で一夜を過ごし、翌11日に飛行機で成田から大阪へ連行され、管轄の茨木警察署に送還された。また、日本国内にいた恋人も9月8日に大阪府警に逮捕された。
1982年（昭和57年）7月27日、大阪地方裁判所にて女性行員に懲役2年6ヶ月、恋人に懲役5年の実刑判決が言い渡された。両者とも控訴せず刑が確定したため服役に入ったが、女性行員は模範囚だったため2年後の1984年（昭和59年）8月に刑務所から仮釈放された。その後、1990年（平成2年）に女性行員はこの事件を承知していた一般人男性と結婚した。
3月25日という、給与振込日と決算期の重複で入出金チェックが一年で最も甘くなる日を犯行日に選び、1億円以上の金額をたった1日で横領したその手段は、当時の銀行およびコンピューターのチェックシステムの盲点を巧みに突いた事件として世間に大きく騒がれた。女性行員はマニラでの拘束中にマスコミのインタビューに堂々と応じ、その際に発した「好きな人のためにやりました」は当時の流行語になった。また、この事件は若い美人女性による犯行という点でも世間から注目を浴び、服役中は刑務所にファンレターが殺到したという。
後に事件をモデルにした小説や映画、テレビドラマが数々登場した。また、この事件を契機に類似のコンピュータ犯罪が急増したため、1987年（昭和62年）の法改正で電子計算機使用詐欺罪（刑法246条の2）が新設された。
被害に遭った茨木、吹田、豊中、新橋、虎ノ門の各支店はいずれも現存しており、吹田、虎ノ門の両支店は現在も当時と同一の建物・場所で営業している。一方、事件の舞台となった茨木支店は事件後も同地で営業していたが、2015年（平成27年）7月13日を以て茨木市駅東口側に建設された新ビルへ移転した。豊中、新橋の両支店は三菱東京UFJ銀行発足後、共同店舗化により旧・東京三菱銀行店舗内へ移転している。